# 呂紹全
呂紹全（英語：Lu Shao-Chuan，1997年3月24日—），是一名出生於臺灣台北市的射擊運動員，2018年亞洲運動會射擊比賽他和林穎欣參加10公尺空氣步槍混合團體賽，決賽以494.1分奪得金牌，也寫下中華隊在亞運史上最快奪金記錄，10公尺空氣步槍個人賽以以226.8分奪銅。

## 外部連結
- 呂紹全在ISSF（英语）
- 呂紹全在Olympedia（英语）